# Poljska na Svjetskom prvenstvu u atletici 2013.
Poljska se kao država članica IAAF-a natjecala na Svjetskom prvenstvu u atletici 2013. u Moskvi (od 10. do 18. kolovoza), natjecala s 55 predstavnika.

## Osvajači odličja
| Odličje | Atletičar         | Disciplina      | Nadnevak     | Rezultat |
| ------- | ----------------- | --------------- | ------------ | -------- |
| zlato   | Paweł Fajdek      | bacanje kladiva | 12. kolovoza | 81,97 m  |
| srebro  | Piotr Małachowski | bacanje diska   | 13. kolovoza | 68,36 m  |
| srebro  | Anita Włodarczyk  | bacanje kladiva | 16. kolovoza | 78,46 m  |